# قضية بوستاي
قضية بوستاي (بالإنجليزية: Pusztai affair)‏ هي مسألة جدلية بدأت في عام 1998 حين أعلن عالم البروتين أرباد بوستاي عن النتائج الأولية لأبحاث غير منشورة كان يجريها في معهد رويت بمدينة أبردين في اسكتلندا بدعم من المعهد، وتهدف إلى معرفة الآثار المحتملة للبطاطس المعدلة وراثيًا على الفئران. ادعى أرباد بوستاي أن البطاطس المعدلة وراثيًا قد أعاقت النمو وكبحت أجهزة المناعة لدى الفئران، كما تسببت في زيادة سماكة الغشاء المخاطي في أمعاء الفئران. كما تسببت تعليقات أرباد بوستاي خلال رنامج تلفزيوني بريطاني في عاصفة من الجدل مما دفع معهد رويت للأبحاث إلى سحب دعمه للدراسات التي يجريها بوستاي وعدم تجديد عقده السنوي، كما استُخدمت إجراءات سوء السلوك لمصادرة بياناته ومنعه من التحدث علنًا.
تعرض أرباد بوستاي لانتقادات الجمعية الملكية البريطانية وبعض العلماء الآخرين لإعلانه عن نتائج أبحاثه قبل اكتمال تجربته أو مراجعة الأقران لها ولتصميم التجربة ومنهجيتها وتحليلها. نُشرت بعض البيانات المأخوذة من الدراسة في نهاية المطاف في مجلة ذا لانسيت في عام 1999 بعد أن وافق خمسة من أصل ستة من المراجعين الأقران على الدراسة مما أثار المزيد من الجدل.

## خلفية القضية
لم تنشر قبل عام 1995 أي دراسات خضعت لمراجعات الأقران للتحقق من سلامة الأغذية المعدلة وراثيًا باستخدام تجارب تغذية الإنسان أو الحيوان. وفي عام 1995 كُلفت إدارة البيئة الزراعية ومصايد الأسماك الاسكتلندية بإجراء دراسة بحثية بقيمة 1.6 مليون جنيه إسترليني لمدة ثلاث سنوات لتقييم سلامة بطاطس ديزايري ريد المعدلة وراثيًا. كان عالم الكيمياء الحيوية جون غيتهاوس هو من طور سلالة بطاطس ديزايري ريد المعدلة وراثيًا في معهد كامبريدج لأبحاث الهندسة والوراثية الزراعية (والذي أعيدت تسميته لاحقًا بمعهد أكسيس للهندسة الوراثية) والذي كان قد أكمل مؤخرًا عامين من التجارب الميدانية في محطة روتهامستيد التجريبية.
كان تطوير سلالة البطاطس الجديدة يعتمد على إدخال الجين الملزن لزهرة اللبن الشتوية المأخوذ من نبات زهرة اللبن في جينوم البطاطس مما سمح بتخليق بروتين ليكتين الجين الملزن لزهرة اللبن الشتوية. ثبت بعد ذلك أن هذا الليكتين سام لبعض الحشرات. ثم أجريت مزيد من الأبحاث على نفس المنوال بإدخال المزيد من الجينات المنتجة لمضادات التغذية خلال السنوات القليلة التالية. وقد عمل على هذه التجارب كل من فريق دورهام في جامعة دورهام، وغيتهاوس وزوجته أنغراد وآخرين، وفريق أكسيس، وعدد قليل من الباحثين الآخرين.
وبعد اقتراح ثمانية وعشرين دراسة اختار مجلس أبحاث التقنية الحيوية والعلوم البيولوجية منهم ثماني دراسات كي تخضع لمراجعة الأقران. ومن بين هؤلاء الثمانية تم اختيار اقتراح معهد رويت للأبحاث، وتم تجميع وتنسيق فريق مشترك من الأكاديميين من المعهد الإسكتلندي لأبحاث المحاصيل وقسم الأحياء بجامعة دورهام ومعهد رويت. وعلى الرغم من أن البطاطس المعدلة وراثيا المختبرة لم تكن سلالة تجارية، ولم تكن مخصصة للاستهلاك البشري، فقد وُقّع عقد مع معهد كامبريدج لأبحاث الهندسة الوراثية الزراعية، والذي تضمن اتفاقية لتقاسم الأرباح في حالة الموافقة على البطاطس المعدلة وراثيا باستخدام هذه التقنية وإصدارها تجاريًا. خلص بوستاي في تجارب التغذية السابقة التي استمرت عشرة أيام على الفئران التي تتغذى على البطاطس المعدلة وراثيًا باستخدام الجين الملزن لزهرة اللبن الشتوية إلى أنها لا تؤثر بشكل كبير على نمو الفئران على الرغم من حدوث بعض التضخم في الأمعاء الدقيقة، وانخفاض طفيف في نشاط إنزيم الأمعاء.

## التجارب
كانت سلالة البطاطس التجريبية معدّلة وراثيًا عن طريق إضافة الجين الملزن لزهرة اللبن الشتوية، والذي يُعرف اختصارًا باسم الجين (GNA)، وهو جين مأخوذ من نبات زهرة اللبن، ويسمح هذا الجين بتكوين بروتين ليكتين الجين الملزن لزهرة اللبن الشتوية. ويُعتبر هذا الليكتين سامًا لبعض أنواع الحشرات. أجريت التجارب بتغذية الفئران باستخدام البطاطس النيئة والمطبوخة المعدلة وراثيا، وباستخدام سلالة بطاطس ديزايري ريد غير المعدلة وراثيًا كأدوات ضبط علمي. فأكلت إحدى المجموعات الضابطة بطاطس ديزايري ريد غير المعدلة وراثيًا باستخدام جين ليكتين زهرة اللبن، ثم أجريت اثنتي عشرة تجربة تغذية، كانت عشر تجارب منها قصيرة استمرت لمدة 10 أيام، بينما كانت اثنتان منها طويلتان استمرت كل منهما لمدة 110 يومًا. وقد صرح بوستاي وفريقه قبل التجربة بأنهم لا يتوقعون أي اختلافات بين الفئران التي تتغذى على البطاطس المعدلة وراثيًا والفئران التي تتغذى على البطاطس غير المعدلة وراثيًا.
أختيرت البطاطس في هذه التجربة لأنها اعتبرت مكافئة جوهريًا إلى حد كبير لبطاطس ديزايري ريد غير المعدلة وراثيًا. وقد استخدمت الدراسة محصولين معدلين وراثيا من البطاطس عن طريق إدخال جين ليكتين زهرة اللبن الشتوية وكانا قد زرعا في نفس ظروف النبات الأصلي غير المعدل وراثيًا. ولم تكن البطاطس بحسب تصريحات بوستاي مكافئة إلى حد كبير، حيث احتوى أحد المحاصيل المعدلة وراثيًا على بروتين أقل بنسبة 20 في المائة من المحصول الآخر، كما تباين محتوى النشا والسكر في المحاصيل الثلاثة بنسبة تصل إلى 20 في المائة. وادعى بوستاي أن هذه الاختلافات كانت سببًا كافيًا لوقف المزيد من التجارب.
أظهرت التجربة أيضًا فروقًا ذات دلالة إحصائية في سمك الغشاء المخاطي المبطن للمعدة. حيث كان الغشاء المخاطي المبطن لمعدة الفئران التي تتغذى على البطاطس النيئة أو المطبوخة المعدلة وراثيًا باستخدام الجين الملزن لزهرة اللبن الشتوية أكثر سمكًا من الغشاء المخاطي المبطن لمعدة الفئران التي تغذت على البطاطس غير المعدلة وراثيًا. كما كان طول الخبايا في الصائم أكبر في الفئران التي تغذت على البطاطس النيئة المعدلة وراثيًا باستخدام جين ليكتين زهرة اللبن الشتوية منه في الفئران التي تغذت على البطاطس غير المعدلة وراثيًا على الرغم من عدم وجود فرق إحصائي لوحظ في الفئران التي تغذت على البطاطس المطبوخة غير المعدلة وراثيًا. خلص بوستاي نظرًا لأن هذه التأثيرات لم تُلاحظ في الفئران التي تغذت على المجموعة التي تغذت على البطاطس الضابطة إلى أن الاختلافات كانت نتيجة إجراءات التحول، وليس نتيجة لوجود جين ليكتين زهرة اللبن الشتوية. وذكر ستانلي إوين أحد المتعاونين مع بوستاي أن فيروس تبرقش القنبيط الذي استُخدم كمحفز قد يكون على الأرجح سبب التغييرات المرصودة.

## الإعلان عن النتائج
كشف بوستاي في 22 يونيو 1998 عن نتائج بحثه خلال مقابلة أجراها مع برنامج الشؤون الجارية وورلد إن أكشن الذي عُرض على قناة إي تي في غرناطة، وكانت الحلقة بعنوان كُل جيناتك، كان بوستاي قد حصل على الإذن بإجراء المقابلة من فيليب جيمس مدير معهد رويت. كما كان المسؤول الصحفي لمعهد رويت حاضرا في بداية تصوير اللقاء. ذكر بوستاي خلال المقابلة إن لديه مخاوف من أن بعض تقنيات الاختبار لا ترقى إلى مستوى ما اعتقد أنه من الضروري القيام به، وينبغي بالتالي إجراء المزيد من الاختبارات. وعندما سُئل عن سبب شعوره بالقلق أفاد بأن الفريق قد أجرى بعض التجارب التي جعلته يشعر بالقلق، والتي ناقش نتائجها بعبارات عامة.
صرح بوستاي في وقت لاحق إنه في وقت المقابلة لم يكن متأكدًا مما إذا كان يجب أن يكشف عن نتائج التجارب التي لم تكتمل، وأنه لم يعتقد أن البرنامج سيكون معاديًا للأغذية المعدلة وراثيًا. كما قدر بوستاي أن التجارب كانت مكتملة بنسبة 99 بالمائة عند إجراء المقابلة. أفاد بوستاي إن الفئران في تجاربه عانت من تقزم في النمو وكبح لجهاز المناعة، وأن هناك حاجة لإجراء المزيد من أبحاث السلامة. وذكر بوستاي أيضًا خلال المقابلة أنه إذا أعطي الخيار الآن فإنه لن بآكل البطاطس المعدلة وراثيًا، وأضاف أنه من غير العدل للغاية استخدام المواطنين كخنازير غينيا.

## ردود الأفعال
أصدر برنامج وورلد إن أكشن بيانًا صحفيًا في اليوم السابق لبث اللقاء حث فيه المنظمات الحكومية والصناعية وغير الحكومية والإعلامية على إجراء العديد من المكالمات الهاتفية مع بوستاي والمعهد. وقد ذكر فيليب جيمس مدير معهد رويت إنه شعر بالفزع لكون بيانات التجارب غير المنشورة قد أفصح عنها، وأعفي بوستاي من أي التزامات إعلامية أخرى في ذلك الصباح، ثم علق المعهد أنشطة بوستاي في نهاية المطاف، واستخدم إجراءات سوء السلوك لمصادرة بياناته، ومنعه من التحدث علنًا، كما لم يجدد المعهد عقده السنوي.
ساد الارتباك حول التجارب التي أجريت بعد مقابلة بوستاي. إذ كان بوستاي قد ذكر محصولين من البطاطس المعدلة وراثيًا باستخدام الجين الملزن لزهرة اللبن الشتوية، وكان هذا ما ذُكر في وسائل الإعلام. بينما افترض معهد رويت خطأً أن وسائل الإعلام كانت تتحدث عن نوع ثانٍ من البطاطس عُدل باستخدام ليكتين الكونكانافالين أ، وهو عبارة عن ليكتين نبات الكانافاليا وهو سام للثدييات. كانت البطاطس المعدلة وراثيًا باستخدام ليكتين الكونكانافالين أ قد طُورت بالفعل، ولكنها لم تُختبر مطلقًا. أشاد بيانان صحفيان أصدرهما معهد رويت في اليومين العاشر والحادي عشر بأبحاث بوستاي، ودعموا إجراء المزيد من اختبارات السلامة على الأغذية المعدلة وراثيًا. كما ذكرت البيانات الصحفية أن البطاطس كانت معدلة وراثيًا باستخدام ليكتين الكونكانافالين أ مما زاد من الارتباك. وادعى بوستاي أنه لم يطلع على البيانات الصحفية قبل إصدارها ولم يكن لديه فرصة لتصحيح الخطأ. وذكر فيليب جيمس مدير معهد رويت إنه صاغ هذه البيانات وأعاد بوستاي كتابة مقطع واحد لكنه لم ير النسخة النهائية الصادرة منها. دفع الاعتقاد الخاطئ بأن جين ليكتين الكونكانافالين أ قد أدخل في البطاطس كل من العالم السير روبرت ماي ووزير الزراعة البريطاني جاك كننغهام لإصدار تصريحات لوسائل الإعلام مفادها أن النتائج لم تكن مفاجئة، حيث أضيف سُمّ معروف إلى البطاطس. ولا يزال بعض العلماء يرفضون عمل بوستاي بسبب هذا الخطأ.